# تهوف (ناحیه بنشوف)
تهوف (به چکی: Tehov) یک منطقهٔ مسکونی در جمهوری چک است که در ناحیه بنشوو واقع شده‌است.